# London Paddington (nádraží)
London Paddington je železniční stanice, která je hojně využívaná a je spojená s komplexem stanic londýnského metra. Nachází se na ulici Praed Street ve čtvrti Paddington v londýnském městském obvodu Westminster. Místo bylo od roku 1838 londýnskou konečnou stanicí společnosti Great Western Railway a jejími nástupci. Velká část stanice hlavní linky pochází z roku 1854 a byla navržena slavným britským konstruktérem Isambard Kingdom Brunelem (1806–1859). Je to druhá nejrušnější stanice ve Spojeném království, po London Liverpool Street, s cca 59,2 miliony cestujících za rok.
Paddington je londýnská konečná stanice Great Western Main Line, osobní vlaky jsou primárně provozovány společností Great Western Railway, která provozuje příměstské a regionální osobní vlaky do západního Londýna a oblasti Thames Valley, stejně jako dálkové vlaky do Jihozápadní Anglie a jižního Walesu. Stanice je také východní konečná pro Heathrow Express a západní konečná pro Elizabeth line z Sheffieldu. Existují také spojení na Heathrow terminal 5 a Heathrow Terminal 4 a na východ do Abbey Wood. Nachází se v tarifní zóně 1 a má dvě samostatné stanice londýnského metra: jednu pro linky Bakerloo Line, Circle Line a District Line, druhou pro linky Circle Line a Hammersmith & City Line.
Je to jedna z 11 londýnských stanic řízených přímo Network Rail. Stanice byla a je trvale oblíbená pro přepravu cestujících a zboží. Od 19. století prošla mnoha přestavbami a modernizacemi, z nichž každá se snažila přidat nebo vylepšit další prostory a zároveň se snažila co nejvíce zachovat stávající služby a architekturu. Úzký rušný úsek přicházející hlavní železniční trati mezi stanicemi metra Ladbroke Grove a Paddington je nazýván Paddington Throat. Navzdory četným vylepšením a přestavbám a poškozením utrpěným zejména během druhé světové války, je Brunelův původní design stále rozpoznatelný.

## Historie a popis

### Do první světové války
Po několika pokusech a revizích oznámil konstruktér Brunel dne 30. července 1833 stavbu železniční trati z Bristolu do Londýna. První stanice byla dočasnou konečnou stanicí pro Great Western Railway na západní straně Bishop's Bridge Road a byla otevřena 4. června 1838. Brunel se nedomníval, že by bylo přijatelné něco menšího než velká koncová stanice věnovaná Great Western Railway, a proto byl finální projekt schválen až v únoru 1853. Hlavní nádraží mezi Bishop's Bridge Road a Praed Street navrhl Brunel, který byl přímo nadšený myšlenkou, že by byl schopen navrhnout železniční stanici sám, ačkoli velkou část architektonických detailů provedl jeho spolupracovník Matthew Digby Wyatt. Inspiraci čerpal z Křišťálového paláce Josepha Paxtona a nádraží München Hauptbahnhof. Prosklená střecha je podepřena oblouky ze svářkové oceli.
První vlak Great Western Railway z nové stanice odjel 16. ledna 1854, ačkoli střecha v té době ještě nebyla dokončena. Formální otevření proběhlo 29. května 1854 a starší provizorní nádraží bylo zbořeno v roce 1855. Great Western Hotel byl postaven na Praed Street před nádražím v letech 1851 až 1854 architektem Philipem Charlesem Hardwickem, synem Philipa Hardwicka (architekta Euston Arch) v klasickém a francouzském zámeckém designu. První pokusy s využitím elektrického osvětlení byly učiněny v roce 1880. Stanice byla podstatně rozšířena v letech 1906-1915 a i později byly provedeny další rekonstrukce a rozšíření. Na rozdíl od několika jiných londýnských terminálů, Paddington neutrpěl během první světové války žádné škody, avšak někteří jeho zaměstnanci zahynuli.
Paddington byl poprvé využíván londýnským metrem v roce 1863.

### Meziválečné období a druhá světová válka
Ve výročí dne příměří (Armistice Day) v roce 1922 byl vikomtem Victorem Spencerem odhalen Great Western Railway War Memorial - bronzový památník zaměstnancům Great Western Rail, kteří zemřeli během první světové války. Památník zobrazuje vojáka čtoucího dopis. Autorem památníku, jež stojí na nástupišti 1, je Charles Sargeant Jagger. GWR byla jedinou železniční společností, která v roce 1923 pokračovala v seskupení Big Four. Tubusová dráha pro poštu, otevřená v prosinci 1927, mohla každý den pojmout přibližně 10 tisíc poštovních zásilek. Systém veřejného rozhlasu byl zaveden v roce 1936. Stanice byla během druhé světové války několikrát poškozena.

### Po druhé světové válce
Parní doprava začala být nahrazována koncem 50. let. Dieselové motorové jednotky byly používány od r. 1959 a poslední pravidelný dálkový parní vlak opustil Paddington 11. června 1965. Vestibul nádraží byl významně rozšířen a upraven v roce 1970. V roce 1982 byla na nádražní hale umístěna bronzová socha Isambard Kingdom Brunela od Johna Doubledaye.

### Privatizace a další období
Stejně jako u jiných hlavních britských železničních terminálů, Paddington je vlastněn a spravován společností Network Rail. Vlakové služby byly privatizovány v roce 1996 a od roku 2015 byly provozovány společností Great Western Railway.
Od roku 1998 je provozován Heathrow Express jako přímé spojení s letištěm Heathrow.
V polovině roku 2010 začala výstavba podzemní stanice v rámci projektu Crossrail.
Aktuálně má nádraží 13 terminálových nástupišť, číslovaných 1 až 12 a 14 od jihozápadu k severovýchodu (zleva doprava při pohledu z vestibulu). Nástupiště 13 bylo vyřazeno z provozu v prosinci 2016, aby bylo možné prodloužit nástupiště 12. Bezprostředně vedle jsou nástupiště 15 a 16, která využívají linky londýnského metra Hammersmith & City Line a Circle Line. Vybudováním Elizabeth line Paddington získal další dvě nízkoúrovňová nástupiště číslovaná A a B. Ty se nacházejí v podzemí v úseku Elizabeth line. Paddington je konečná stanice pro příměstské vlaky do West London, Thames Valley, Reading a Didcot, provozované společností Great Western Railway.
Do května 2003 byl Paddington součástí sítě Virgin CrossCountry s vlaky až na sever Anglie a Skotska přes Oxford a Birmingham New Street. Od června 2005 do května 2018 byl Paddington konečnou stanicí pro vlaky Heathrow Connect.
Stanici obsluhují autobusové linky č. 7, 16, 23, 27, 36, 46, 205 a noční linky N7, N27 a N205.

## Nehody
Stanici se nevyhnuly ani nehody. Nejhorší nehodou v Paddingtonu byla srážka zvaná Ladbroke Grove rail crash dne 5. října 1999. Zahynuli strojvedoucí dvou vlaků spolu s 29 cestujícími a 400 cestujících bylo zraněno.

## Kultura spojená s nádražím
Medvídek Paddington - postava z dětské knihy byla pojmenována po stanici. V knihách od Michaela Bonda je Paddington, jež pochází z Peru, nalezen právě na této stanici. Jeho socha od Marcuse Cornishe podle původních kreseb Peggy Fortnum je umístěna pod hodinami na nástupišti 1.
Dále je stanice zmiňována v několika románech o Sherlocku Holmesovi a několika dalších knihách a filmech.
Hudební skupina Supertramp používala stanici Paddington k záznamu zvuků vlaku uvedených v písni „Rudy“ na albu Crime of the Century z roku 1974.
Pravidelně na nádraží působí kapela Great Western Railway Paddington Band, která je zároveň poslední železničářskou kapelou v Anglii. Hraje v pátek večer v hlavní hale.

## Galerie

Mapa umístění stanice Paddington
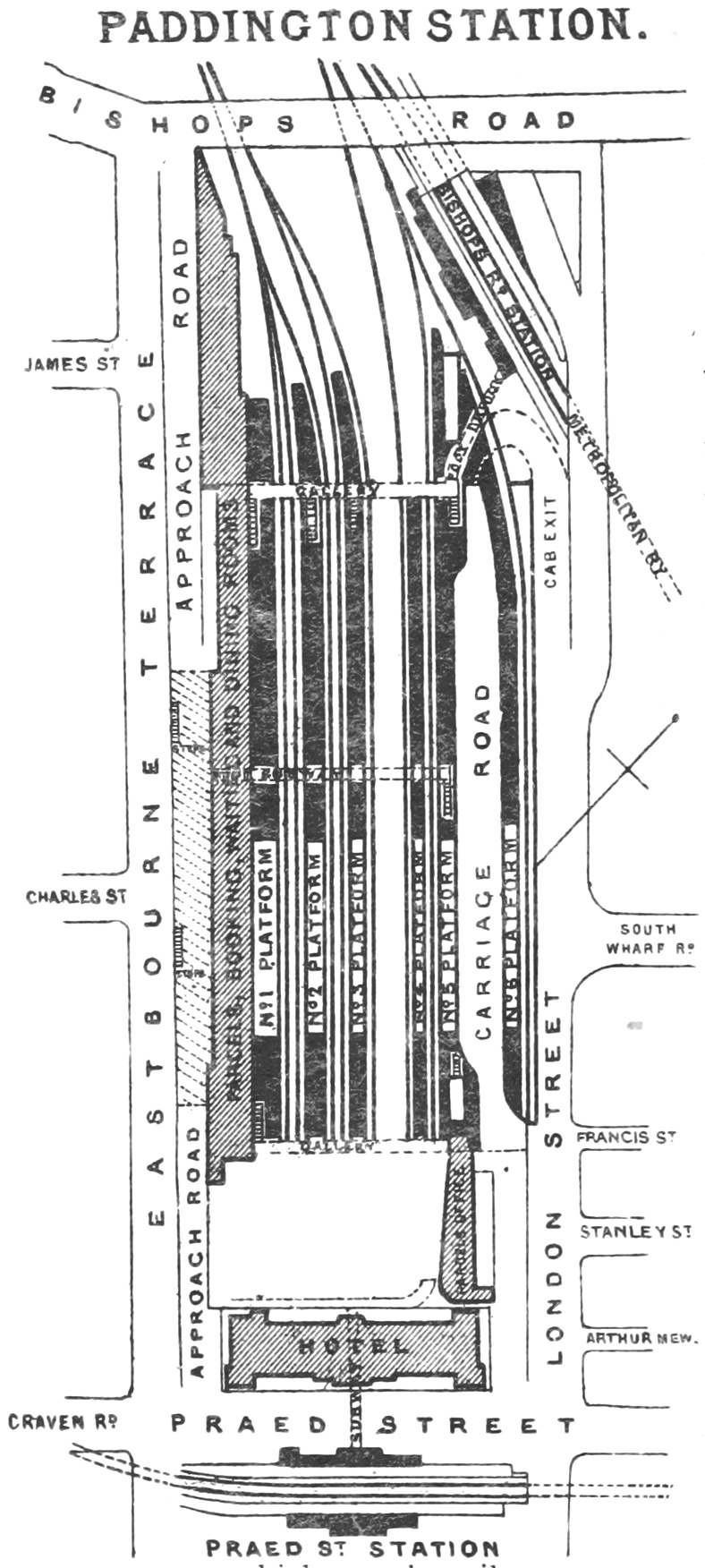
Uspořádání nádraží Paddington v roce 1888
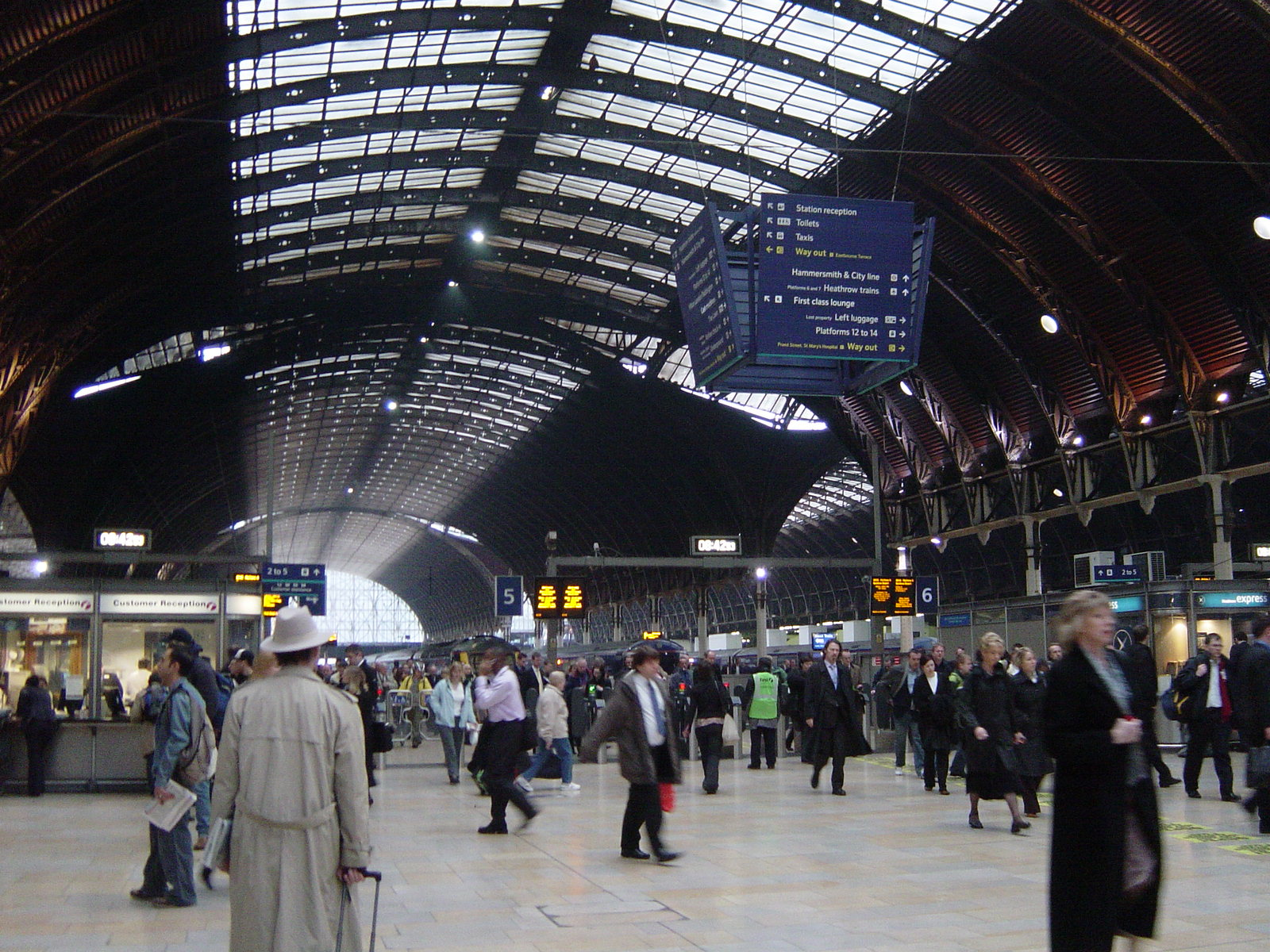
Hala v dopravní špičce
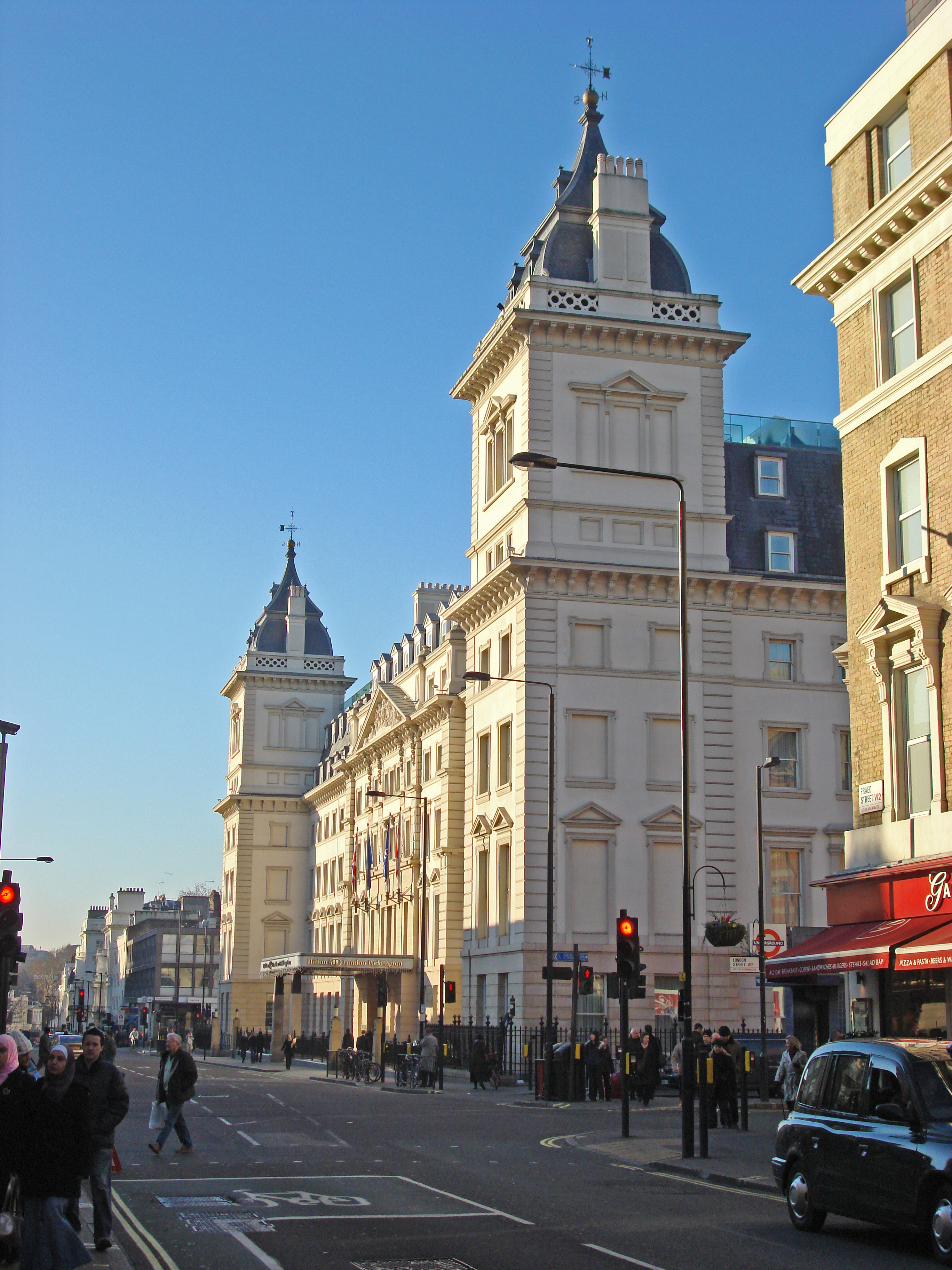
Great Western Hotel
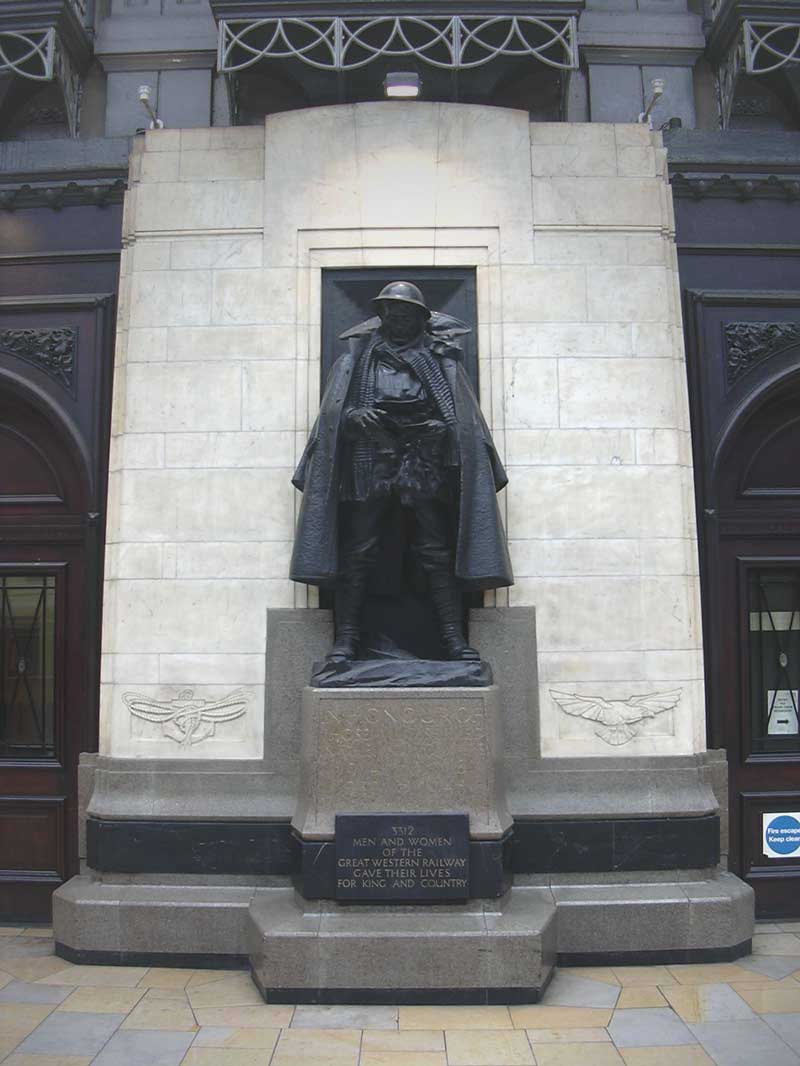
Památník Great Western Railway War Memorial
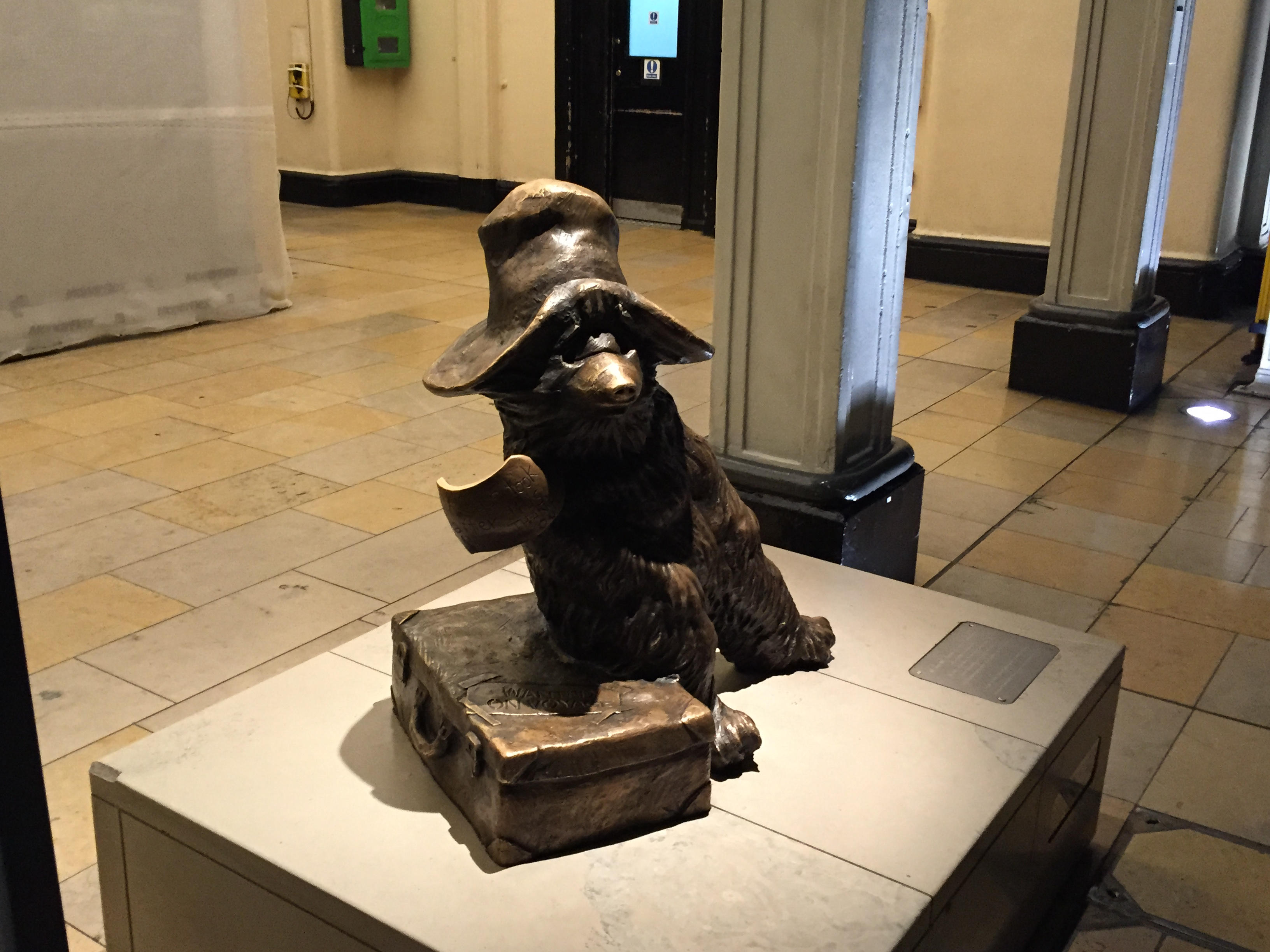
Socha medvěda Paddingtona